# Wadsworth (Illinois)
Wadsworth és una vila dels Estats Units a l'estat d'Illinois. Segons el cens del 2000 tenia 3.083 habitants.

## Demografia
Segons el cens del 2000, Wadsworth tenia 3.083 habitants, 1.036 habitatges, i 886 famílies. La densitat de població era de 135,7 habitants/km².
Dels 1.036 habitatges en un 39,3% hi vivien nens de menys de 18 anys, en un 78,9% hi vivien parelles casades, en un 4% dones solteres, i en un 14,4% no eren unitats familiars. En l'11,5% dels habitatges hi vivien persones soles el 4,8% de les quals corresponia a persones de 65 anys o més que vivien soles. El nombre mitjà de persones vivint en cada habitatge era de 2,98 i el nombre mitjà de persones que vivien en cada família era de 3,24.
Per edats la població es repartia de la següent manera: un 27,8% tenia menys de 18 anys, un 6% entre 18 i 24, un 27,8% entre 25 i 44, un 30,3% de 45 a 60 i un 8,2% 65 anys o més.
L'edat mediana era de 40 anys. Per cada 100 dones de 18 o més anys hi havia 101,1 homes.
La renda mediana per habitatge era de 86.867 $ i la renda mediana per família de 92.060 $. Els homes tenien una renda mediana de 60.893 $ mentre que les dones 36.399 $. La renda per capita de la població era de 35.171 $. Aproximadament l'1,2% de les famílies i el 2,2% de la població estaven per davall del llindar de pobresa.

## Poblacions properes
El següent diagrama mostra les poblacions més properes.